# Norwegische Badmintonmeisterschaft 2024
Die Norwegische Badmintonmeisterschaft 2024 fand vom 22. bis zum 24. März 2024 in Lillehammer statt.

## Sieger und Platzierte
| Disziplin    | Gold                                 | Silber                                  | Bronze                                                  |
| ------------ | ------------------------------------ | --------------------------------------- | ------------------------------------------------------- |
| Herreneinzel | Vegard Rikheim                       | Torjus Flåtten                          | Danila Gataullin                                        |
| Herreneinzel | Vegard Rikheim                       | Torjus Flåtten                          | Mattias Xu                                              |
| Dameneinzel  | Vilde Espeseth                       | Emilie Sotnes Hamang                    | Julie Marie Abusdal                                     |
| Dameneinzel  | Vilde Espeseth                       | Emilie Sotnes Hamang                    | Delia Murtazalieva                                      |
| Herrendoppel | Vegard Rikheim Torjus Flåtten        | Jonas Østhassel Mads Marum              | Mathias Ji Hong Mattias Xu                              |
| Herrendoppel | Vegard Rikheim Torjus Flåtten        | Jonas Østhassel Mads Marum              | Carl Christian Mork Fredrik Kristensen                  |
| Damendoppel  | Aimee Hong Marie Christensen         | Emilie Sotnes Hamang Delia Murtazalieva | Mina Korssund Linnea Holmedal                           |
| Damendoppel  | Aimee Hong Marie Christensen         | Emilie Sotnes Hamang Delia Murtazalieva | Katja Botcharova Ellingsen Kristine Grande Ødegårdstuen |
| Mixed        | Jonas Østhassel Julie Marie Andersen | Vegard Rikheim Emilie Sotnes Hamang     | Mattias Xu Delia Murtazalieva                           |
| Mixed        | Jonas Østhassel Julie Marie Andersen | Vegard Rikheim Emilie Sotnes Hamang     | Mathias Ji Hong Aimee Hong                              |